# طواف سويسرا 2014
طواف سويسرا 2014 هو سباق دراجات هوائية أقيم في سويسرا بتاريخ 14–22 يونيو 2014، تكون السباق من 9 مرحلة وامتدّ لمسافة 1322 كم، استغرق السباق 33 ساعة 08 دقيقة 35 ثانية. فاز به البرتغالي روي كوستا للمرة الثالثة على التوالي.

## الترتيب
| م                     | الدرّاج           | البلد    | الزمن                     |
| --------------------- | ---------------- | -------- | ------------------------- |
| الفائز بالترتيب العام | روي كوستا (دراج) | البرتغال | 33 ساعة 08 دقيقة 35 ثانية |
| حسب النقاط            | بيتر ساجان       | سلوفاكيا | -                         |